# Mario Waldow
Mario Waldow (* 22. September 1966) ist ein ehemaliger deutscher Fußballspieler.

## Sportliche Laufbahn

### Club- und Vereinsstationen
Im Sommer 1985 rückte Mario Waldow aus der Nachwuchsabteilung des BFC Dynamo in die Zweitvertretung der Weinroten auf, nach dem er schon in seinem letzten Jahr bei den BFC-Junioren in diesem Team 1984/85 drei Einsätze zu verzeichnen hatte. Bereits in seiner ersten kompletten Saison im Männerfußball gewann er mit BFC Dynamo II die Staffelmeisterschaft in der zweitklassigen Liga. Ein Aufstieg war aufgrund der Präsenz der ersten Mannschaft des BFC in der Oberliga nicht möglich. Ein Jahr bevor die zweite Mannschaft des BFC Dynamo aufgelöst wurde, ging der 1,87 Meter große Defensivakteur, der sich keinen Kaderplatz im Oberligateam des damaligen Abonnentmeisters erkämpfen konnte, zur SG Dynamo Fürstenwalde, bei der Waldow anderthalb Jahre – ebenfalls in der Ligastaffel A – zum Stammpersonal zählte. In seiner ersten Spielzeit für Fürstenwalde verpasste die Dynamo-Elf nur durch das schlechtere Torverhältnis gegenüber der BSG Stahl Eisenhüttenstadt den Aufstieg in die Oberliga. Im Wendewinter 1989/90 gelang ihm persönlich der Sprung ins Oberhaus des ostdeutschen Fußballs durch einen Wechsel von Fürstenwalde zum Aufstiegsrivalen aus dem vorausgegangenen Frühjahr. Für die Stahlstädter, ab Sommer 1990 als Eisenhüttenstädter FC Stahl firmierend, gab der 23-jährige Waldow in der Rückrunde der Saison 1989/90 sein Oberligadebüt. Am 15. Spieltag wurde er beim 2:2-Remis im Heimspiel gegen den FC Rot-Weiß Erfurt erstmals eingesetzt. In dieser und der folgenden Spielzeit bestritt Waldow jeweils zehn Partien in der höchsten Spielklasse.
In der ersten gesamtdeutschen Spielzeit nach der Wiedervereinigung lief Waldow für den 1. FC Union Berlin auf. In der drittklassigen Amateur-Oberliga gelang ihm mit dem Team von der Alten Försterei in der Saison 1991/92 der Staffelsieg. In der nachfolgenden Aufstiegsrunde konnte sich das Team der Eisernen als Letzter der Gruppe 2 aber im Kampf um die 2. Bundesliga nicht durchsetzen. Ab dem Sommer 1992 stand Waldow bei den früheren West-Berliner Vereinen FC Hertha 03 Zehlendorf und Reinickendorfer Füchse BTSV 1891 in der Amateur-Oberliga Nordost und nach deren Wiedereinführung in der Regionalliga-Nordost unter Vertrag.

### Auswahleinsätze
Waldow lief in elf Partien für die U-18 der DDR auf. Mit den ostdeutschen Junioren, die zu diesem Zeitpunkt von Walter Fritzsch gecoacht wurden, belegte er bei den Jugendwettkämpfen der Freundschaft im Sommer 1984 durch ein 4:0 gegen die rumänischen Altersgenossen zum Abschluss der Runde um Platz 5 bis 8 final den 7. Rang.